# Cycloheximide
Le cycloheximide est un antifongique qui bloque la biosynthèse des protéines chez les cellules eucaryotes. C'est un inhibiteur à la fois de la phase d'initiation et d'élongation dans la synthèse protéique. Vu son haut niveau de toxicité chez l'humain, il n'est pas utilisé comme antifongique.
On l'utilise surtout en biologie cellulaire pour savoir ce qui permet l'entrée dans la phase M ( : mitose) du cycle cellulaire. On l'utilise aussi en microbiologie comme inhibiteur de croissance des mycètes (antifongique) dans la conception de milieux de cultures sélectifs tels que le milieu Glycérol et extrait de levure additionné de cycloheximide pour isoler les actinomycètes.
Le cycloheximide est un composé amer comme la quinine et le benzoate de dénatonium.